# Hierusalem
Hierusalem is een compositie van de Britse componist George Dyson voor sopraan, koor, strijkkwartet, strijkorkest, harp en orgel. Het is een compositie geschreven voor de St. Michael’s Singers in 1956.
De bekendste klassieke compositie die aan Jeruzalem refereert is al jaren een compositie van Parry, die jaar in jaar uit wordt uitgevoerd op de Last Night of the Proms. Het heeft het zelfs tot een bewerking geschopt door Emerson, Lake and Palmer. Het is een krachtig werk, dat de grandeur weergeeft; het dateert uit 1916.
Dyson pakt het compleet anders aan.

## Sectie 1
De compositie begint met een intro van strijkkwartet tegenover het strijkorkest; de noten zijn zo gekozen, dat er een enorm verlangen, deemoed en toch ook eerbied uit spreekt. Een langzaam crescendo doet geloven dat je de stad langzaam nadert en dat je steeds duidelijk de contouren ziet. Na dit intro komt de soliste met de introductietekst; ze zingt de eerste regel solo en daarna wordt zij begeleid:
- Hierusalem, my happy home.
- When shall I come to thee?
- When shall my sorrows have an end?
- Thy joys when shal I see?

Zij zingt deze tekst op een pentatonische notenreeks, hetgeen de sereniteit vergroot.

## Sectie 2
Na een kleine onderbreking begint het koor, begeleid door pizzicato spelende begeleiding; het geeft een wiegend geluid. Na twee strofen komt de sopraan terug met weer zo’n sereen klinkende tekst als in het begin, waar weer het groot verlangen uit spreekt:
- Thy houses are of ivory
- Thy windows crystal clear
- Thy tiles are made of beaten gold;
- O God that I were there!

## Sectie 3
Het koor pakt de draad weer op en zingt de vrij uitgebreide tekst nu vlot door. Ook dit gedeelte wordt weer afgesloten door de sopraan, nu met de tekst van het intro.

## Sectie 4
Het koor gaat weer verder met zijn lofrede over de stad; het gaat langzaam crescendo naar het eind toe. Dan valt plots een stilte om af toe sluiten met een apotheose. Het slot bestaat uit een fortissimo zang begeleid door het voltallige instrumentarium (het orgel speelt hier voor het eerst), dat langzaam wegebt:
- Hierusalem. Hierusalem.
- God grant I yet may share
- The holy light, the tuneful song
- Thy bliss beyond compare.

## Verhaal
Dyson heeft er verhaal achter gemaakt. Een groep pelgrims nadert de stad; ze zien de stad eerst als een mirage ; de contouren worden duidelijk; de sopraan zingt nog over het grote verlangen om in Jerusalem aan te komen. Bij sectie 2 bevinden wij ons bij de stad, de poorten naar de heilige stad gaan open en eindelijk komen de verwachtingen uit de droom uit (Thy tiles are made of beaten gold). Uiteindelijk zingen ze het uit (laatste tekst); de zang van de sopraan ketst af op de gebouwen als ze de slottekst zingt. Na de slottekst komt het instrumentale begin terug om af te sluiten.
De tekst is gebaseerd op een 16e-eeuws gedicht, dat op zich weer een samenvoeging is van Meditations van Sint Augustinus en De Gloria Paradisi van Sint Peter. Dyson heeft meerdere toonzettingen verzorgd voor “oude” teksten zoals The Canterbury Pilgrims, waarbij hij de verhalende vorm aan hield.
Wat opvalt aan deze compositie van Dyson is, dat het eigenlijk niet past bij zijn eerdere werk. In vergelijking tot b.v. Sweet Thames run softly klinkt het veel rustiger en opener. Door gebruik van de pentatoniek klinkt de zang van de sopraan zelfs modern, terwijl zijn eerdere composities traditioneel waren. Het gebruik van een afwijkende toonsoort en de iele zang van de sopraan (alsmede zachte zang van het koor) wordt uitgelegd als dat de componist wilde benadrukken dat deze stad hemels, niet van deze Aarde was.

## Bron en discografie
- Uitgave Hyperion: Valery Hill (sopraan); St Michael’s Singers, Thomas Trotter (orgel) en het Royal Philharmonic Orchestra o.l.v. Jonathan Rennert.